# Shadrack Kipchirchir
Shadrack Kipchirchir (né le 22 fevrier 1989 à Eldoret au Kenya) est un athlète américain, spécialiste du fond.

## Carrière
Kipchirchir termine 19e du 10 000 m lors des Jeux olympiques de 2016 à Rio.